# マヤワティ
クマリ・マヤワティ（英語: Kumari Mayawati、1956年1月15日 - ）は、インドの政治家。大衆社会党党首。ウッタル・プラデーシュ州首相を計4期務めた。

## 経歴
ニューデリーの不可触民（ダリット）の家庭に生まれる。父親は公務員であったが、母親は読み書きができなかった。デリー大学法学部を卒業し、学校の教師となった。大衆社会党（BSP）を創設したカーンシー・ラームに見いだされ、同党に入党して政治家となった。1989年にはローク・サバー議員に初当選した。
2007年に実施されたウッタル・プラデーシュ州議会選挙で、はじめてBSPが過半数の議席を獲得。BSPによる単独政権が樹立されることとなり、マヤワティが州首相に就任した。